# 인터넷 마케팅
인터넷 마케팅(Internet marketing)은 인터넷을 통해 마케팅 하는 것을 말한다. 웹 마케팅, 온라인 마케팅 또는 e마케팅으로도 알려져 있으며, 제품이나 서비스가 인터넷 상에서 마케팅 활동이 행하여지는 것을 의미한다. 인터넷 마케팅은 인터넷 상에서의 마케팅 뿐 아니라 이메일과 무선 매체등을 포함하기 때문에 그 범위가 광범위하다. 디지털 고객 데이터 및 전자 고객 관계 관리(ECRM) 시스템 또한 인터넷 마케팅과 같이 분류된다.
최근에는 인플루언서를 활용하는 인플루언서 마케팅 등, 인터넷 마케팅의 내용이 매우 광범위하여 점차 세분화되고 있다.
인터넷 마케팅은 디자인, 개발, 광고 및 영업등을 포함한 인터넷의 창조적이고 기술적 면을 필요로 한다. 인터넷 마케팅은 또한 검색 엔진 마케팅(SEM, Search Engine Marketing), 검색 엔진 최적화(SEO, Search Engine Optimization), 특정 웹사이트 상의 배너 광고, 이메일 마케팅, 콘텐트 마케팅, 모바일 광고, 그리고 Web 2.0과 3.0 전략 등을 통하여 수많은 다른 단계에 따라 미디어를 배치하는 것을 의미한다.
인터넷 마케팅이 회사 웹사이트의 디자인, 소셜 미디어 사이트, 특정 목적을 위한 모바일 및 인터랙티브 미디어를 포함하는 경우, 인터넷 뿐 아니라 디지털 매체 또는 디지털 세상에서도 회사의 포지셔닝을 지원하기 때문에 디지털 마케팅이란 용어가 사용된다. 같은 회사에 대한 인터넷 마케팅은 일반적으로 비즈니스 필요와 목적에 따라 각 고객을 위해 설계된 인터넷(온라인 또는 디지털) 전략과 연계된다.

## 쿠팡파트너스
온라인 쇼핑몰인 쿠팡은 2018년 7월부터 온라인 공간에 자사 쇼핑몰 광고 배너를 걸어 클릭을 통해 매출이 발생하게 되면 3%의 커미션을 주는 시스템인 '쿠팡 파트너스'를 운영하고 있다. 이는 온라인 공간에서 일반인을 판매자로 참여시켜 진행하는 온라인 마케팅이자 제휴 마케팅으로 볼 수 있다.
최근 병원, 변호사, 변리사 등 전문직도 마케팅 경쟁이 치열해지면서 인터넷 마케팅 경쟁을 하고 있는데, 대표적인 마케팅 플랫폼으로는 네이버 블로그, 파워링크, 네이버 플레이스, 지식인 마케팅 등이 사용되고 있다.